# オヤジギャグ
オヤジギャグ（親父ギャグ、おやじギャグ）とは、主に中高年層の男性が頻繁に使う、駄洒落や地口の要素をふんだんに含んだ安直なギャグのことである。
1990年代までは一般によく使われ、肯定的に受け取られていたが、近年そうした事情を知らない世代の思春期以上のギャグに辟易した若年層によって否定的なニュアンスで使われるようになった。
これは、団塊の世代が中年となる時期と重なるが、それ以前から似たような内容のギャグは存在している。中高年男性の増加によりオヤジギャグを聞く機会が増えたこともあるが、その受け手である若者（1990年代半ばの若者はゆとり世代と呼ばれている）との価値観の相違から、「中年男性のギャグはつまらない」という考え方が増え、そういったギャグを総称して「オヤジギャグ」と呼称するようになったと考えられている。
日本語のみならず、他の言語においても同様なものがあり、英語ではdad jokeという。

## 関連調査
2005年1月3日付の朝日新聞によると、日本人の76%がオヤジギャグに寛容な態度を見せている。

## 受容
オヤジギャグをカードゲームにした商品や、一般書籍、コピーライターの糸井重里のブログ『ほぼ日刊イトイ新聞』の「全日本おやじギャグの祭典」などで楽しまれている。